# Kyrsteniopsis perpetiolata
Kyrsteniopsis perpetiolata, grm ili drvo iz porodice glavočika nekad smješteno u vlastiti rod Pseudokyrsteniopsis. Danas se vodi kao sinonim za Kyrsteniopsis, podtribus Alomiinae, dio tribusa Eupatorieae, potporodica Asteroideae. 

## Opis
Pseudokyrsteniopsis uključuje jednu drvenastu vrstu Meksika i Gvatemale. Razlikuje se po listovima dugih peteljki s jajolikim do oštrim listovima, koji imaju peteljke zadebljane u čvoru tako da baze susjednih listova okružuju stabljiku. Sličan je Kyrsteniopsisu, ali se razlikuje po tome što ima glavne grane cvata koje se šire, a ne uzdižu, manje režnjeve vjenčića i oštre do zašiljene, a ne zaobljene vrhove lista..

## Sinonimi
- Eupatorium perpetiolatum (R.M.King & H.Rob.) L.O.Williams; Fieldiana, Bot. 36: 99 (1975)
- Kyrsteniopsis chiapasana B.L.Turner; Phytologia 89(2): 204 (2007) [fide Flora Mesoamericana Draft]
- Pseudokyrsteniopsis perpetiolata R.M.King & H.Rob.; Phytologia 27: 241 (1973)